# アーリー (バーレーン)
アーリー(アラビア語: عالي)はバーレーンの北部県の都市。
中心部のディルムン古墳や

陶器が有名である。

国立自動車教習所が有る。
1970年代終盤に建設が始まった。
中～高所得者が多く住む。

## 古墳

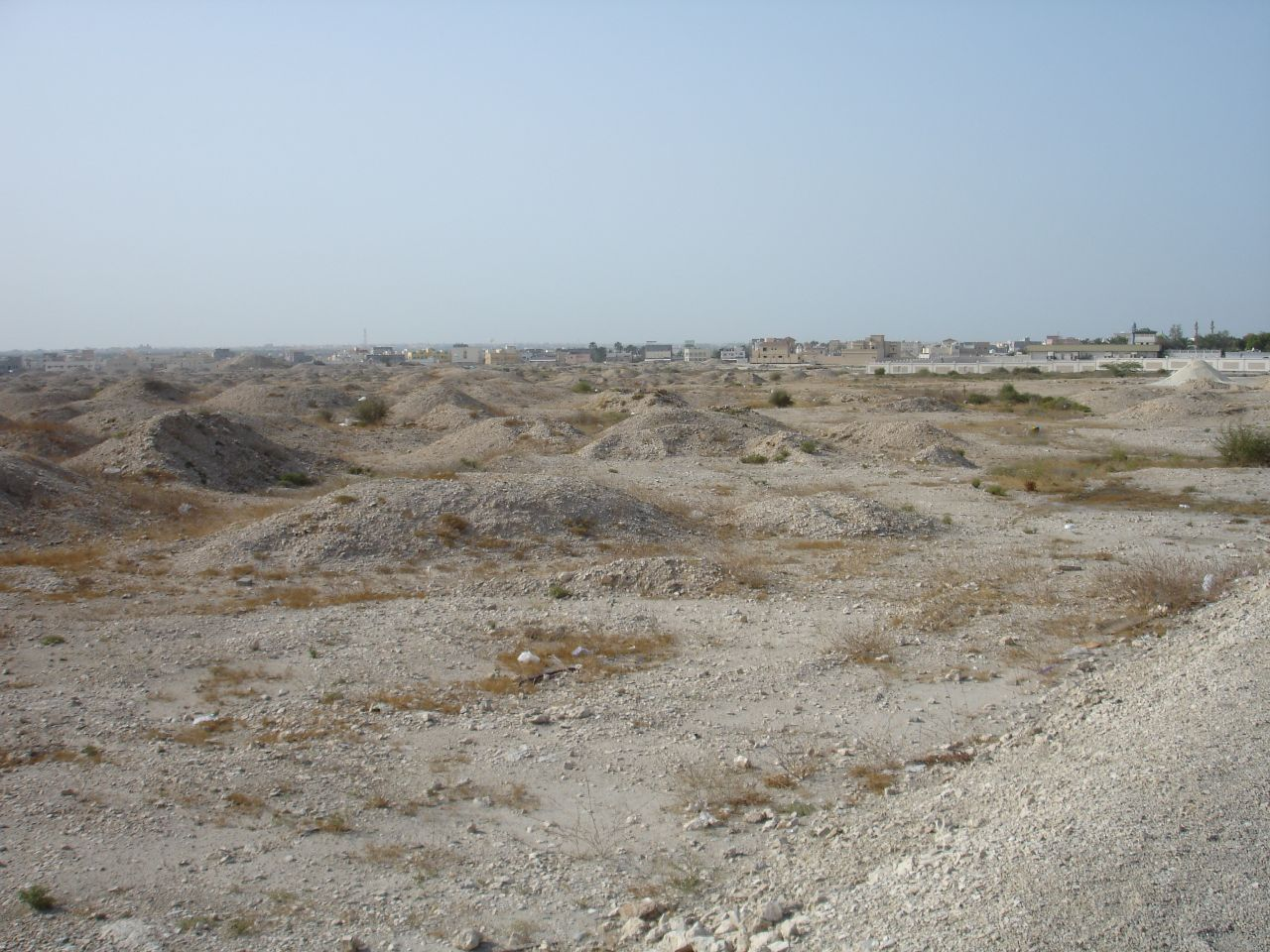
ディルムン古墳

古墳はディルムン時代(紀元前3300年～紀元前330年)に造られた。
20世紀に外国人考古学者が発掘した。

イギリスのen:Ernest J. H. Mackayが発掘した重要部分はロンドンの大英博物館に展示されている。

紀元前2000年～紀元前1500年に創られた裸婦像が治められている。

「外壁に囲まれた新しく貴重な古墳」を考古学者は高い社会階層の人の為の物と考え、ディルムンには社会階層が有ったと考えるようになった。